# Szende Tamás (nyelvész, 1940–2015)
Szende Tamás (Budapest, 1940. március 23. – Budapest, 2015. augusztus 15.) magyar nyelvész, tudományos tanácsadó, tanszékvezető egyetemi tanár.
Az Eötvös Loránd Tudományegyetem Bölcsészettudományi Karán magyar–iranisztika–török szakos hallgatóként végzett 1964-ben. Főbb kutatási területe a nyelvelmélet és a fonológia mellett a nyelvpatológia volt.